# Publio Marzio Vero
Publio Marzio Vero (in latino: Publius Martius Verus; fl. 165 circa-179) è stato un senatore e generale romano del II secolo, che partecipò alle campagne partiche di Lucio Vero.
Le origini e i primi gradini della carriera di Marzio Vero sono poco conosciuti; forse fu originario di Tolosa, ma anche questa ipotesi è dubbia. La prima informazione certa lo presenta al comando della Legio V Macedonica, in Mesia inferiore, all'inizio degli anni 160. Con la sua unità partecipò alle campagne partiche di Lucio Vero, giocando un ruolo importante, assieme ad Avidio Cassio, nella seconda parte della guerra. Fu per i meriti ottenuti in questa guerra che fu onorato col consolato suffetto e il governo della provincia della Cappadocia. Nel corso del suo mandato particolarmente lungo ebbe il compito di sorvegliare il vicino Regno di Armenia, il cui controllo era stato la ragione principale della guerra. Le sue azioni sono note attraverso il racconto di Cassio Dione, che offre di Vero un ritratto più che lusinghiero; attorno al 175 sostenne il potere del vacillante Soemio di Armenia e rinforzò la guarnigione di Vagharshapat-Kainepolis (moderna Echmiadzin).
Quando nel 175, in Siria, Avidio Cassio si proclamò imperatore, Marzio Vero rimase fedele a Marco Aurelio e contribuì al ritorno all'ordine delle province orientali. Partecipò alla direzione della provincia di Sira dal 175 al 177. La sua fedeltà alla dinastia antoniniana fu ricompensata nel 179 con l'esercizio di un prestigioso secondo consolato come un collega dell'erede al trono, il futuro imperatore Commodo. Potrebbe essere stato elevato al rango di patrizio e deve essere morto prima della fine del 190.
Suo figlio Publio Marzio Sergio Saturnino fu console ordinario nel 198.